# 5pb.
5pb. Inc. (株式会社5pb. Kabushiki gaisha 5pb.?) es una compañía japonesa de videojuegos y discográfica para la música de videojuegos y anime. 5pb. se formó el 6 de abril de 2005, cuando Chiyomaru Shikura dejó Scitron y creó la empresa como director ejecutivo, posición que aún mantiene. 
La compañía se encuentra dividida en dos secciones, "5pb. Games" para la creación de videojuegos y "5pb. Records" como discográfica. 5pb. era una subsidiaria completa del Grupo TYO hasts que Shikura compró los derechos restantes al Grupo TYO el 15 de abril de 2009. Shikura es el copropietario de 5pb. junto con AGOne, un afiliado de Dwango Japan.

## Artistas musicales
| - Asriel - Artery Vein - Afilia Saga East - Ayane - Ayumu - Cyua - DG-10 - fripSide - Akiko Hasegawa - Rina Hidaki - Asami Imai - Mio Isayama - Kanako Itō | - Kaori - Kicco - Kokomi - Riyu Kosaka - Ui Miyazaki - Halko Momoi - Ayumi Murata - Nao - Sakura Nogawa - Romanxia - Yui Sakakibara - Velforest - Zwei |

## 5pb. Games
5pb. Games es la división de 5pb. que se encarga del desarrollo y la fabricación de videojuegos. Originalmente se llamaba "Five Games Kid", o "5gk". para abreviar, pero el nombre cambió en diciembre de 2007 para que coincidiera con el nombre de la discográfica de 5pb., 5pb. Records. Algunos de los desarrolladores de 5pb. Games llegaron de KID, Tonkin House y Scitron, como el compositor Takeshi Abo, en diciembre de 2006. 

### Personal importante
- Kazuhiro Ichikawa
- Taro Shibata
- Masaki Sakari
- Takeshi Abo
- Yukihiro Matsuo
- Takayuki Koshimizu

### Lista de juegos

#### Juegos de PC
| Título      | Desarrollador   | Plataforma           | Fecha de lanzamiento | Regiones |
| ----------- | --------------- | -------------------- | -------------------- | -------- |
| Chaos;Head  | 5pb., Nitroplus | Microsoft Windows PC | Abril de 2008        | JP       |
| Steins;Gate | 5pb., Nitroplus | Microsoft Windows PC | Agosto de 2010       | JP       |

#### Juegos de consola
| Título                                              | Desarrollador              | Plataforma              | Fecha de lanzamiento | Regiones |
| --------------------------------------------------- | -------------------------- | ----------------------- | -------------------- | -------- |
| Que: Fairy of Ancient Leaf                          | PrincessSoft               | PlayStation 2           | Junio de 2007        | JP       |
| Memories Off 5 encore                               | KID, CyberFront            | PlayStation 2           | Julio de 2007        | JP       |
| Umishō                                              | 5pb.                       | PlayStation 2           | Noviembre de 2007    | JP       |
| Your Memories Off: Girl's Style                     | KID                        | PlayStation 2           | Enero de 2008        | JP       |
| Night Wizard! The Video Game: Denial of the World   | FarEast Amusement Research | PlayStation 2           | Febrero de 2008      | JP       |
| Prism Ark: Awake                                    | Pajamas Soft               | PlayStation 2           | Abril de 2008        | JP       |
| Kanokon Esuii                                       | 5pb.                       | PlayStation 2           | Julio de 2008        | JP       |
| L no Kisetsu 2: Invisible Memories                  | Tonkin House               | PlayStation 2           | Julio de 2008        | JP       |
| Memories Off 6: T-wave                              | KID                        | PlayStation 2           | Agosto de 2008       | JP       |
| Monochrome Factor: Cross Road                       | 5pb.                       | PlayStation 2           | Noviembre de 2008    | JP       |
| Chaos;Head Noah                                     | 5pb., Nitroplus            | Xbox 360                | Febrero de 2009      | JP       |
| DoDonPachi Dai Ou Jou Black Label Extra             | 5pb., Cave                 | Xbox 360                | Febrero de 2009      | JP       |
| 11eyes CrossOver                                    | Lass                       | Xbox 360                | Abril de 2009        | JP       |
| Hakushaku to Yōsei: Yume to Kizuna ni Omoi o Hasete | 5pb.                       | PlayStation 2           | Abril de 2009        | JP       |
| Hyakko: Yorozuya Jikenbo                            | 5pb.                       | PlayStation 2           | Abril de 2009        | JP       |
| Skip Beat!                                          | 5pb.                       | PlayStation 2           | Mayo de 2009         | JP       |
| Lucian Bee's: Resurrection Supernova                | HuneX, 5pb.                | PlayStation 2           | Julio de 2009        | JP       |
| Memories Off 6: Next Relation                       | KID                        | PlayStation 2, Xbox 360 | Agosto de 2009       | JP       |
| Memories Off 6: T-wave                              | KID                        | Xbox 360                | Agosto de 2009       | JP       |
| Steins;Gate                                         | 5pb., Nitroplus            | Xbox 360                | Octubre de 2009      | JP       |
| Tayutama: Kiss on my Deity                          | Lump of Sugar              | Xbox 360                | Noviembre de 2009    | JP       |
| Chaos;Head Love Chu Chu!                            | 5pb., Nitroplus            | Xbox 360                | Marzo de 2010        | JP       |
| Ketsui: Kizuna Jigoku Tachi Extra                   | 5pb., Cave                 | Xbox 360                | Abril de 2010        | JP       |
| Lucian Bee's: Evil Violet                           | HuneX, 5pb.                | PlayStation 2           | Mayo de 2010         | JP       |
| Lucian Bee's: Justice Yellow                        | HuneX, 5pb.                | PlayStation 2           | Mayo de 2010         | JP       |
| W.L.O. Sekai Renai Kikō                             | Akabeisoft2, 5pb.          | Xbox 360                | Junio de 2010        | JP       |
| Memories Off: Yubikiri no Kioku                     | 5pb., Cyberfront           | Xbox 360                | Julio de 2010        | JP       |
| Sharin no Kuni, Himawari no Shōjo                   | Akabeisoft2, 5pb.          | Xbox 360                | Octubre de 2010      | JP       |
| Bullet Soul                                         | 5pb.                       | Xbox 360                | Abril de 2011        | JP       |
| Phantom Breaker                                     | 5pb.                       | Xbox 360                | Junio de 2011        | JP       |
| Steins;Gate: Hiyoku Renri no Darling                | 5pb.                       | Xbox 360                | Junio de 2011        | JP       |
| Dunamis 15                                          | 5pb.                       | PlayStation 3, Xbox 360 | Septiembre de 2011   | JP       |
| Muv-Luv                                             | âge, 5pb.                  | Xbox 360                | Q4 2011              | JP       |
| Muv-Luv Alternative                                 | âge, 5pb.                  | Xbox 360                | Q4 2011              | JP       |
| Beyond the Future Fix: The Time Arrow               | 5pb.                       | PlayStation 3           | TBA 2011             | JP       |
| Phantom Breaker: Battle Grounds                     | 5pb.                       | Xbox 360                | Febrero de 2013      | JP, USA  |

#### Juegos portátiles
| Título                                            | Desarrollador                                   | Plataforma                                      | Fecha de lanzamiento | Regiones                   |
| ------------------------------------------------- | ----------------------------------------------- | ----------------------------------------------- | -------------------- | -------------------------- |
| Memories Off                                      | KID                                             | PlayStation Portable                            | Mayo de 2008         | JP                         |
| Memories Off 2nd                                  | KID                                             | PlayStation Portable                            | Mayo de 2008         | JP                         |
| Ghost Hound DS                                    | 5pb.                                            | Nintendo DS                                     | Julio de 2008        | JP                         |
| Memories Off: Sorekara                            | KID                                             | PlayStation Portable                            | Agosto de 2008       | JP                         |
| Omoide ni Kanata Kimi: Memories Off               | KID                                             | PlayStation Portable                            | Agosto de 2008       | JP                         |
| Memories Off 5 The Unfinished Film                | KID                                             | PlayStation Portable                            | Enero de 2009        | JP                         |
| Your Memories Off: Girl's Style                   | KID                                             | PlayStation Portable                            | Febrero de 2009      | JP                         |
| Kemeko Deluxe! DS: Yome to Mecha to Otoko to Onna | Suzak                                           | Nintendo DS                                     | Febrero de 2009      | JP                         |
| KimokawaE!                                        | 5pb.                                            | Nintendo DS                                     | Marzo de 2009        | JP                         |
| Memories Off After Rain                           | KID                                             | PlayStation Portable                            | Junio de 2009        | JP                         |
| Item Getter: Bokura no Kagaku to Mahō no Kankei   | 5pb., Aspect                                    | Nintendo DS                                     | Agosto de 2009       | JP                         |
| Memories Off 6: T-wave                            | KID                                             | PlayStation Portable, iPod Touch                | Agosto de 2009       | JP, US (iPod Touch)        |
| Memories Off 5 encore                             | KID                                             | PlayStation Portable                            | Septiembre de 2009   | JP                         |
| Taishō Baseball Girls                             | Suzak                                           | PlayStation Portable                            | Octubre de 2009      | JP                         |
| L no Kisetsu W pocket                             | 5pb.                                            | PlayStation Portable                            | Noviembre de 2009    | JP                         |
| 11eyes CrossOver                                  | Lass                                            | PlayStation Portable, iPod Touch                | Enero de 2010        | JP, US (iPod Touch)        |
| Chaos;Head Noah                                   | 5pb., Nitroplus                                 | PlayStation Portable, iPod Touch, iPad, android | Junio de 2010        | JP, US (iPod/iPad/android) |
| Corpse Party: Blood Covered Repeated Fear         | Team Gris Gris, 5pb.                            | PlayStation Portable                            | Agosto de 2010       | JP                         |
| Memories Off 6: Next Relation                     | 5pb.                                            | PlayStation Portable                            | Octubre de 2010      | JP                         |
| Lucian Bee's: Resurrection Supernova              | HuneX, 5pb.                                     | PlayStation Portable                            | Octubre de 2010      | JP                         |
| Lucian Bee's: Evil Violet                         | HuneX, 5pb.                                     | PlayStation Portable                            | Octubre de 2010      | JP                         |
| Lucian Bee's: Justice Yellow                      | HuneX, 5pb.                                     | PlayStation Portable                            | Octubre de 2010      | JP                         |
| Pastel Chime Continue                             | AliceSoft, 5pb.                                 | PlayStation Portable                            | Diciembre de 2010    | JP                         |
| Chaos;Head Love Chu Chu!                          | 5pb., Nitroplus                                 | PlayStation Portable                            | Enero de 2011        | JP                         |
| Memories Off: Yubikiri no Kioku                   | 5pb., Cyberfront                                | PlayStation Portable                            | Mayo de 2011         | JP                         |
| Steins;Gate                                       | 5pb., Nitroplus (Publicado por Kadokawa Shoten) | PlayStation Portable                            | Junio de 2011        | JP                         |
| Corpse Party: Book of Shadows                     | Team Gris Gris, 5pb.                            | PlayStation Portable                            | Septiembre de 2011   | JP                         |
| Beyond the Future Fix: The Time Arrow             | 5pb.                                            | PlayStation Portable                            | TBA 2011             | JP                         |